# アル・ゴールドスタイン

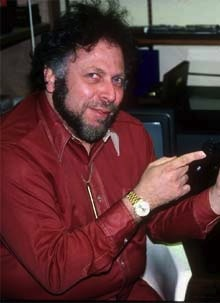
アル・ゴールドスタイン

アル・ゴールドスタイン（Al Goldstein、本名：アルヴィン・ゴールドスタイン（Alvin Goldstein）、1936年1月10日 - 2013年12月19日）はアメリカ合衆国・ニューヨーク市ブルックリン出身の出版事業家、ポルノグラファー。

## 経歴
ユダヤ系として生まれる。1952年、16歳の時、おじに当てがわれた売春婦によって童貞を喪失。ロウアーマンハッタンのペイス大学に学び、1968年11月、150ドルの資金でジム・バックリーと共にタブロイド誌『スクルー』を創刊。1973年、ジャクリーヌ・オナシスのヌードを掲載して話題を呼ぶ。53万部の売上を誇った。
ニューヨークのケーブルテレビ番組『ミッドナイト・ブルー』ではホストとプロデューサーを務めた。彼の会社ミルキー・ウェイ・プロダクションは『スクルー』の出版元であると同時に『ミッドナイト・ブルー』の製作会社でもあったが、2004年に倒産した。『スクルー』の売上は、全盛期の毎週14万部から、3万部にまで落ち込んでいた。事業不振の原因は、ポルノ業界に押し寄せるIT化の波にうまく対応できなかったことであると自ら認めている。
このため、彼はフロリダ州ポンパーノ・ビーチの豪邸（3メートル以上も高く突き上げた巨大な中指の彫像が置かれていた）を2004年6月に売却し、借金返済に充てた。ホームレスに転落したとも伝えられている。2004年11月28日には、本を3冊万引きした容疑で逮捕された。
5回の結婚歴がある。タクシー運転手として働いた経歴を持つ。

## ポルノと宗教に関する見解
ユダヤ教に改宗したコラムニストのルーク・フォードは、著書XXX-Communicated: A Rebel Without a Shulの中でゴールドスタインとの会話について記している。ポルノ業界になぜこれほどユダヤ人が多いのかフォードが尋ねると、ゴールドスタインは「そりゃ、ユダヤ人はキリストもカトリックも糞食らえと思っているからさ。俺たちは権威主義なんか信じねえからな」と答えた。「ユダヤ人であることはあなたにとってどういう意味を持っていますか」とフォードが訊くと、ゴールドスタインは「意味なんかねえよ。俺がユダ公と呼ばれるという意味しかねえ」と答えた。「あなたは神を信じますか」とフォードが訊くと、ゴールドスタインは「俺が信じているのは神じゃなくて俺だ。俺自身が神だ。神なんか糞食らえ。神ってのは、何か超越者を信じたいという欲求の異名だ。俺こそが超越者だ。俺自身が神だと認めろ。俺たちは出鱈目だ。俺たちは犬のケツで蠢いてるノミだ」と答えた。
腎不全により、ブルックリンの老人ホームで死去した。